# Ejby Sogn (Køge Kommune)
 Denne artikel omhandler Ejby Sogn (Køge Kommune). Der er også andre sogne med dette navn, se Ejby Sogn.
Ejby Sogn er et sogn i Køge Provsti (Roskilde Stift).
I 1800-tallet var Nørre Dalby Sogn anneks til Ejby Sogn. Begge sogne hørte til Ramsø Herred i Roskilde Amt. Ejby-Nørre Dalby sognekommune blev ved kommunalreformen i 1970 indlemmet i Skovbo Kommune, der ved strukturreformen i 2007 indgik i Køge Kommune.
I Ejby Sogn ligger Ejby Kirke.
I sognet findes følgende autoriserede stednavne:
- Ejby (bebyggelse, ejerlav)
- Ejby Hestehave (bebyggelse)
- Harekær (bebyggelse)
- Holmehuse (bebyggelse)
- Lille Ladager (bebyggelse, ejerlav)
- Nordmarken (bebyggelse)
- Rubjerg (bebyggelse)
- Spanager (bebyggelse, ejerlav)
- Store Ladager (bebyggelse, ejerlav)
- Valore (bebyggelse, ejerlav)
- Valore Hestehave (bebyggelse)
- Vittenbjerg (bebyggelse)